# Phyllanthus myrtifolius
Phyllanthus myrtifolius  (лат.) — вид двудольных растений рода Филлантус (Phyllanthus) семейства Филлантовые (Phyllanthus). Впервые был описан в 1852 году Робертом Уайтом под названием Macraea myrtifolia, в род Phyllanthus вид в 1866 году поместил швейцарский ботаник Иоганнес Мюллер Ааргауский.

## Распространение, описание
Родина растения — Шри-Ланка, встречается также на юго-западе Индии.
Небольшой кустарник около 50 см высотой. Листья мелкие, ланцетовидной формы, гладкие, кожистые, 1,2—1,6 см длиной и 3,5—4,5 мм шириной. Цветки небольшие, красного цвета, утончённые, свисающие. Цветёт в мае—августе. Плод — мелкая (2 мм × 3 мм) коробочка.

## Значение
Как декоративное растение Phyllanthus myrtifolius культивируется в Китае (спец. адм. район Гонконг, провинция Хайнань), на Тайване и на северо-востоке Индии. В Китае выращивается также как лекарственное растение.

## Синонимика
Синонимичные названия:
- Diasperus myrtifolius (Wight) Kuntze
- Macraea myrtifolia Wightbasionym
- Phyllanthus myrtifolius Moon ex Hook. f.